# Michael Rosing (skådespelare)

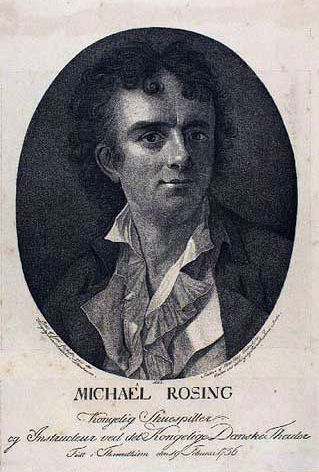
Michael Rosing.

Michael Rosing, född den 19 februari 1756 i Røros i Norge, död den 12 oktober 1818, var en dansk skådespelare, farfar till skalden Michael Rosing.
Rosing blev student 1775 och debuterade på kungliga teatern i Köpenhamn 1777. Han blev 1777 medlem i Det Dramatiske Selskab.
Emil Elberling skriver i Nordisk Familjebok: "Han hade ett skönt och ädelt yttre samt blef genom sin djupa poetiska känsla och fina smak i förening med mycken flit en af scenens förnämsta konstnärer. Hans styrka låg i tragedien och det rörande skådespelet (han var den förste, som tolkade nordiska hjälteroller), och han grundlade en ny skola, där sanning och värme trädde i stället för svulst, men skördade därjämte lagrar både som älskare i lustspelet och som sångare." 
År 1788 blev han instruktör och 1804 föreståndare för den dramatiska skolan, men hade sedan 1808 av giktkrämpor hindrats från att uppträda. Han var sedan 1778 gift med Johanne Cathrine Olsen, ett av den danska scenens största namn. Dottern Wilhelmine Emilie Rosing debuterade 1802 och lade i dagen stor dramatisk talang. En annan dotter blev moder åt bröderna Michael, Wilhelm och Johan Wiehe, som ärvde morfaderns konstnärsgåvor.